# نظام كتابة

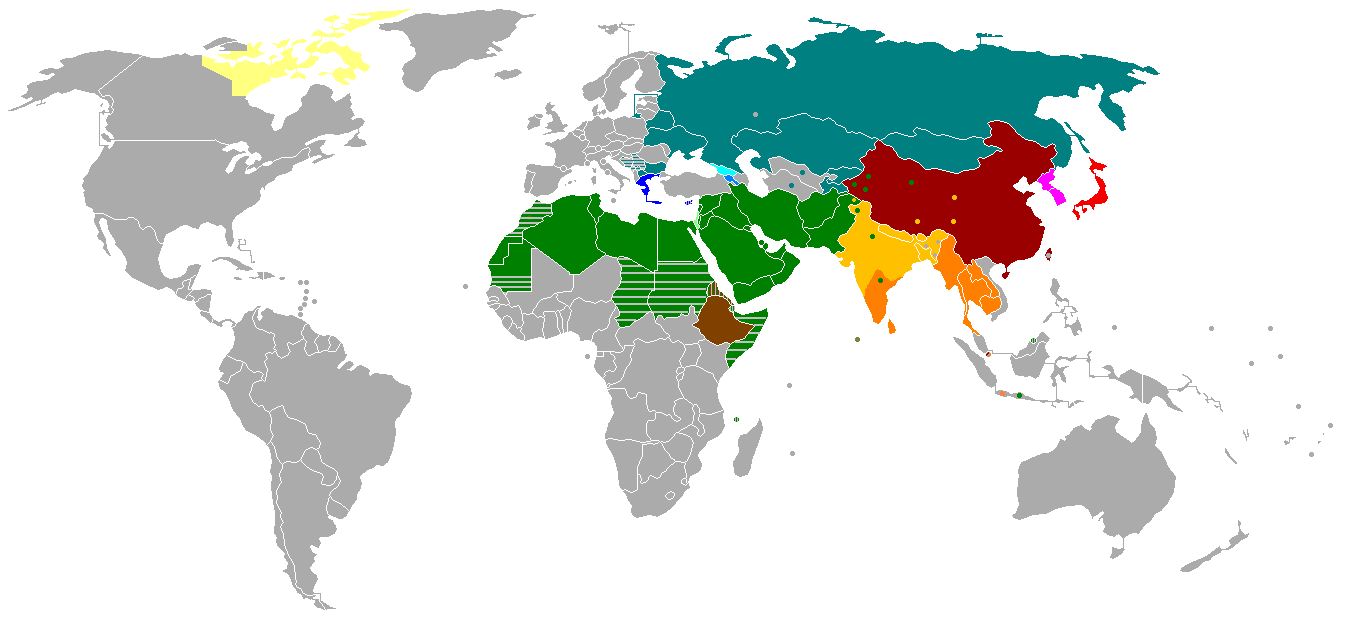

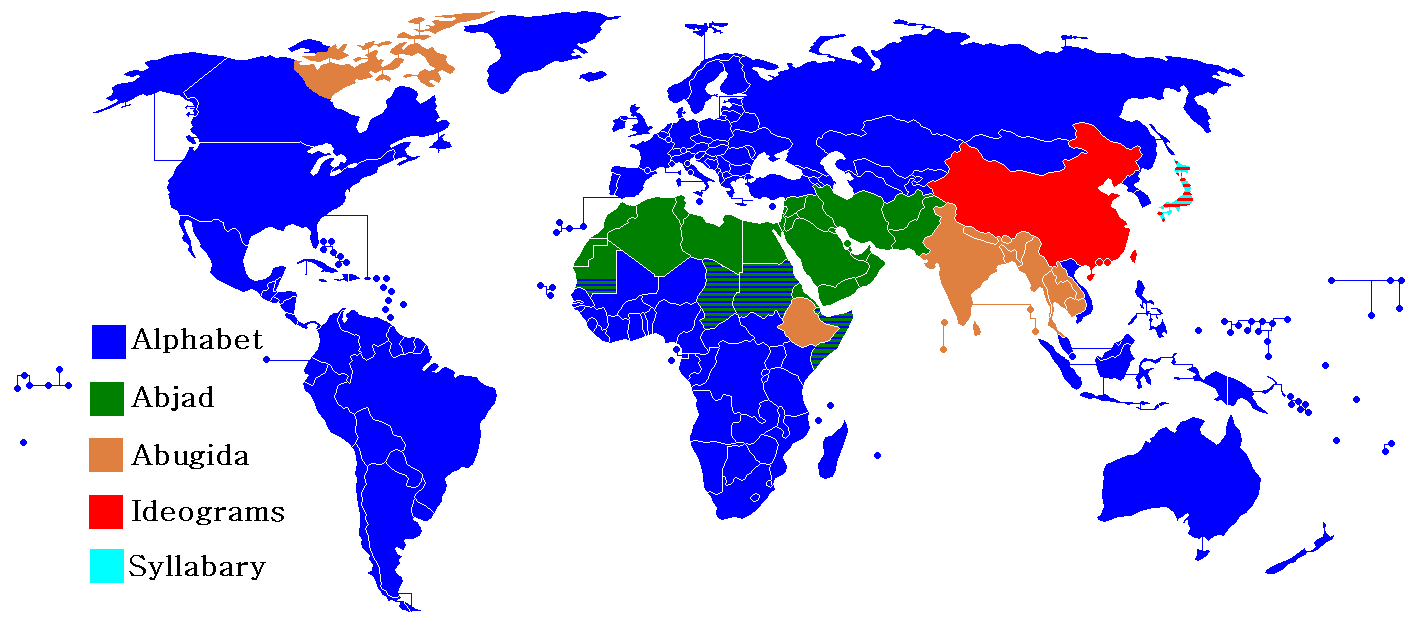
نسخة مُلخِّصة للخريطة أعلاه، تُظهر أنظمة الكتابة السائدة في الدول وما تُمثِّله هذه الأنظمة:
ألفبائية (مصوتات وحروف مد)
أبجدية (مصوتات فقط)
أبوگيدا (مقطعيات تُدمج)
آيديوگرام (أفكار أي رسوم تصويرية)
مقطعية (مقطعيات)

نظام الكتابة (اصطلاحا الكتابة والأبجدية/الألفبائية(1) والقلم والخط) هو أحد أنماط الأنظمة الرمزية المستعملة لتمثيل عناصر أو عبارات ضمن لغة معينة. وهو نوع من نظام الرموز التي تدلل إلى عبارات وعناصر موجودة في اللغة.

## أقسام أنظمة الكتابة
- ألفبائية: فيه يكتب الحرف ثمَّ يحرك بواسطة أحد حروف المد، مثل الألفبائية اللاتينية والألفبائية اليونانية.
- أبجدية: فيه يكتب الحرف ولا يُكتب حرف المصوت (المد) مثل الأبجدية الفينيقية، أو قد تُكتب بعض مصوتاته وليس جميعها، كما في الأبجدية العربية، وقد يُبيَّن صوت المد أحيانًا بشكل اختياري كما في الحركات في العربية أو النقّود في العبرية.
- مقطعية: فيه يكتب الحرف الصامت وحرف المد في حرف واحد، مثل نظام الكانا في اليابانية والمقاطع اللفظية الأصلية الكندية.
- أبجيدة: نظام مقطعي فيه إذا أتى حرف مد بعد حرف صامت يدمج الحرف الصامت وحرف المد في حرف واحد مثل الأبجيدة الجعزية وأبجيدة التانة.
- رسم رمزي: فيه يُعبَّر عن الكلمة برسم رمز، وبسبب ذلك، اللغات التي تعتمد هذا النوع من أنظمة الكتابة تعتبر الأصعب للتعلم، مثل المقاطع الصينية وكتابة الكانجي اليابانية، ومن الكتابات المندثرة الكتابة الهيروغليفية وكتابة المايا والكتابة المسمارية

## وصلات خارجية
- Omniglot.com - موقع يعرض أنواع أنظمة الكتابة المختلفة.